# マッサワ
マッサワ（ゲエズ語:ምጽዋ,アラビア語: مصوع,英語: Massawa,イタリア語: Massaua）は、紅海に面したエリトリア中部の都市の1つである。人口は36,700人（2004年）。

## 地理
エリトリア中東部に位置し、紅海・マッサワ海峡に面する。セメナウィ・ケイバハリ地方・マッサワ地区に属し、同地方及び同地区の行政府所在地である。紅海有数の良港であり、造船所・発電所を備えている。

## 歴史
マッサワが初めて文献に現れるのは、エチオピア皇帝イシャク1世 (Yeshaq I) の時である。エチオピア皇帝が総督を送り統治を始めたことが記されている。当初はマッサワ島に町が造られていたが、後にアフリカ大陸側にまで都市が拡大した。長らくエチオピア領であったが、1557年にオスマン帝国が占領している。エチオピア皇帝サルツァ・デンゲル (Sarsa Dengel) はオスマン帝国に敗れ、町とその周辺はオスマン帝国から派遣されたベジャ族によって統治された。19世紀にはオスマン帝国の後見のもとにエジプト（ムハンマド・アリー朝）が統治するが、その後、1885年にイタリアに占領され1890年にウッチャリ条約の締結をもって正式に植民地となった。
1921年には沖合いを震源とする比較的規模の大きな地震が発生し、マッサワの港では多くの物的損害が出た上に、多数の死者も出たと報告されている。
第二次世界大戦時には、イタリア軍が駐屯しており、艦隊も駐留していたが、連合国軍の攻撃により降伏、ごく一部の艦船が脱出したのみであった。イギリス軍の軍政を経てエチオピア領となった。水深のある良港として、エチオピア海軍の基地があった。
エリトリア独立戦争中の1990年2月に、エリトリア人民解放戦線が奇襲により町を占領している（第2次マッサワの戦い。フェンキル攻勢とも呼ばれる。）。1993年5月24日、正式に独立したためエリトリア国のセメナウィ・ケイバハリ地方の州都になっているが、戦争により町は被害を受け、2005年時点でも復興作業が行われている。

## 教育
- 海洋科学技術大学(海洋科学大学、College of Marine Sciences and Technology at Massawa) - 国立大学。2004年にアスマラ大学解体に伴って創立された。
- 経営経済大学(経済商業大学、College of Business and Economics at Massawa) - 国立大学。海洋科学技術大学と同様、2004年にアスマラ大学解体に伴って創立された。

## 交通

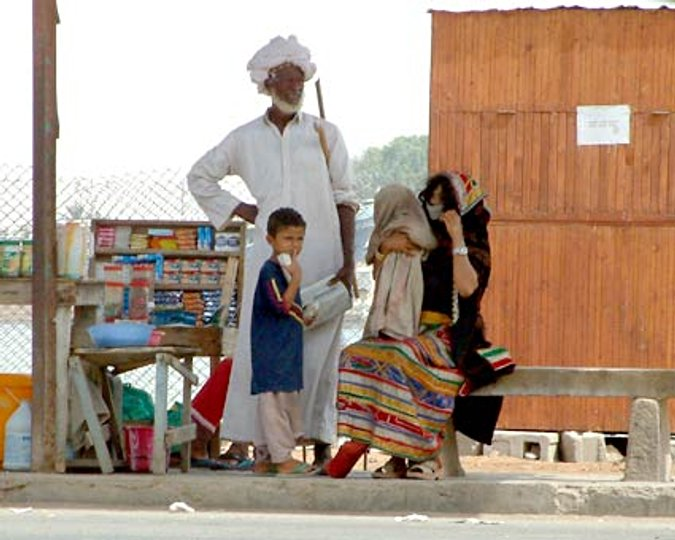
マッサワ市内のバス停

- マッサワ港 - 1655年にオスマン帝国によって現在の位置に港が造られた。イタリア植民地時代に現在の規模となった。港では亜麻・綿花・真珠・塩等を輸出、綿製品・絹製品・食品等を輸入している[2]。
- マッサワ国際空港
- 国道P-1号線 - アスマラ-マッサワ間。アスファルト舗装。
- 国道P-6号線 - マッサワ-アッサブ間。未舗装。

## 気候
マッサワは夏季には高い湿度を記録し、年間の平均気温が最も高い都市群のひとつである。
| Massawaの気候            | Massawaの気候 | Massawaの気候 | Massawaの気候 | Massawaの気候 | Massawaの気候 | Massawaの気候 | Massawaの気候 | Massawaの気候 | Massawaの気候 | Massawaの気候 | Massawaの気候 | Massawaの気候 | Massawaの気候 |
| 月                       | 1月           | 2月           | 3月           | 4月           | 5月           | 6月           | 7月           | 8月           | 9月           | 10月          | 11月          | 12月          | 年            |
| ------------------------ | ------------- | ------------- | ------------- | ------------- | ------------- | ------------- | ------------- | ------------- | ------------- | ------------- | ------------- | ------------- | ------------- |
| 平均最高気温 °C （°F）   | 29 (84)       | 29 (84)       | 31 (88)       | 33 (91)       | 36 (97)       | 40 (104)      | 40 (104)      | 40 (104)      | 38 (100)      | 35 (95)       | 33 (91)       | 30 (86)       | 34.5 (94.1)   |
| 日平均気温 °C （°F）     | 24.5 (76.1)   | 25 (77)       | 27 (81)       | 29 (84)       | 31 (88)       | 33 (91)       | 35 (95)       | 34 (93)       | 33 (91)       | 30 (86)       | 28 (82)       | 25.5 (77.9)   | 29.7 (85.5)   |
| 平均最低気温 °C （°F）   | 20 (68)       | 21 (70)       | 22 (72)       | 24 (75)       | 25 (77)       | 27 (81)       | 29 (84)       | 28 (82)       | 27 (81)       | 25 (77)       | 22 (72)       | 21 (70)       | 22.4 (72.3)   |
| 雨量 mm （inch）         | 33 (1.3)      | 25 (0.98)     | 8 (0.31)      | 8 (0.31)      | 4 (0.16)      | 0 (0)         | 9 (0.35)      | 11 (0.43)     | 4 (0.16)      | 16 (0.63)     | 33 (1.3)      | 33 (1.3)      | 184 (7.24)    |
| 平均降雨日数 （≥0.1 mm） | 5             | 4             | 3             | 1             | 1             | 0             | 1             | 1             | 0             | 2             | 3             | 4             | 25            |
| % 湿度                   | 79            | 79            | 78            | 75            | 69            | 58            | 57            | 61            | 65            | 70            | 74            | 79            | 70.3          |
| 出典：                   |               |               |               |               |               |               |               |               |               |               |               |               |               |